# Réding
Réding (Duits: Riedingen) is een gemeente in het Franse departement Moselle (regio Grand Est). De plaats maakt deel uit van het arrondissement Sarrebourg-Château-Salins. Réding telde op 1 januari 2022 2.307 inwoners.

## Geografie
De oppervlakte van Réding bedroeg op 1 januari 2022 11,61 vierkante kilometer; de bevolkingsdichtheid was toen 198,7 inwoners per km².

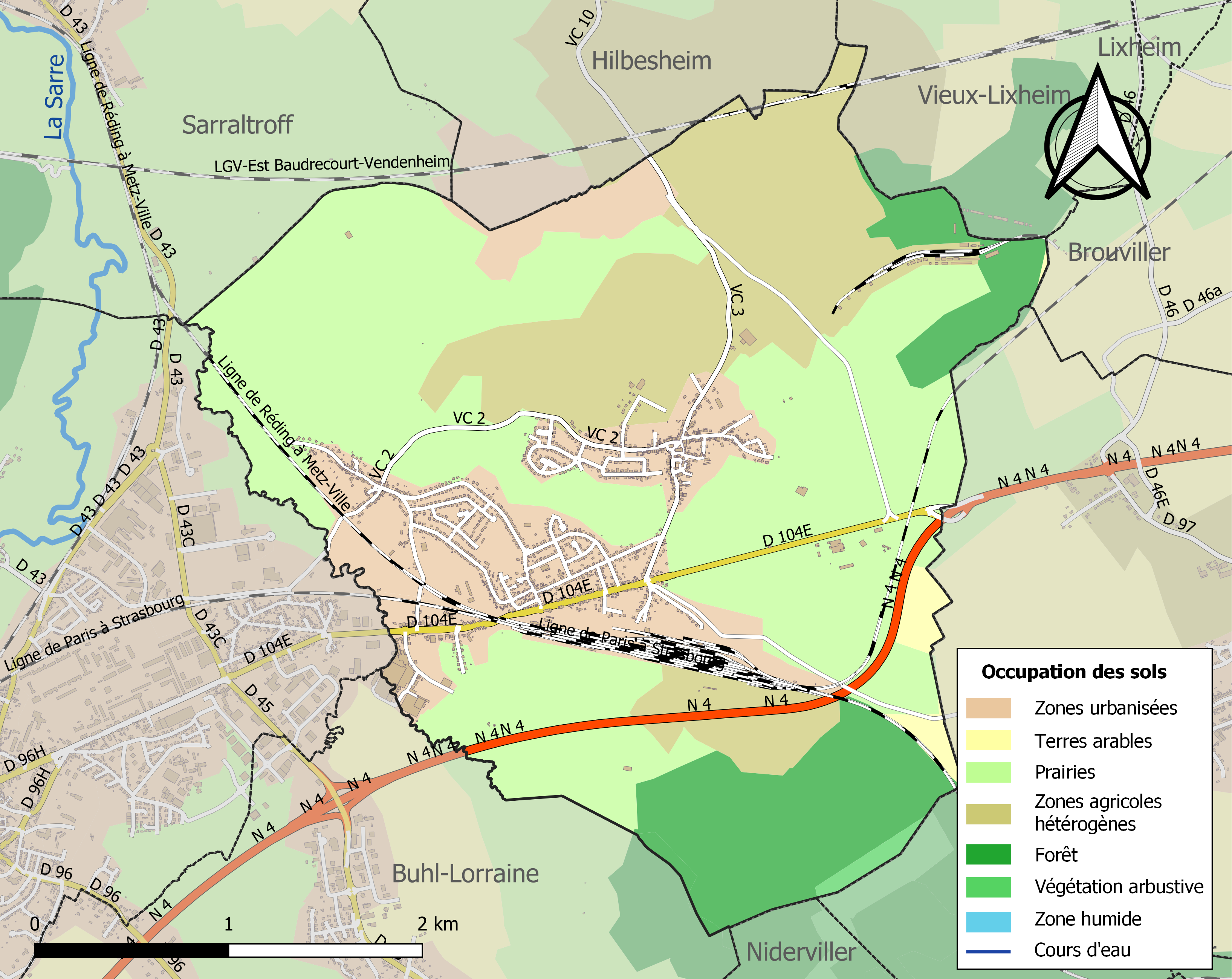
Kaart van de gemeente met de belangrijkste infrastructuur, bodemgebruik en omliggende gemeenten

## Verkeer en vervoer
In de gemeente ligt spoorwegstation Réding.

## Demografie
Onderstaande figuur toont het verloop van het inwonertal (bron: INSEE-tellingen).